# Pageralang
Pageralang is een bestuurslaag in het regentschap Banyumas van de provincie Midden-Java, Indonesië. Pageralang telt 7547 inwoners (volkstelling 2010).